# Radio Vltava
Radio Vltava (deutsch: Radio Moldau) war ein propagandistischer Hörfunksender der DDR, der als Geheimsender von 1968 bis 1969 vom Sender Wilsdruff auf Mittelwelle 1430 kHz betrieben wurde. Als Mittelwellensender war er in fast allen Teilen der Tschechoslowakei empfangbar.

## Geschichte
Die von der Tschechoslowakischen Kommunistischen Partei unter Alexander Dubček in der ČSSR Mitte der 1960er Jahre in Gang gesetzte Reformbewegung zur Schaffung einer moderneren Gesellschaft ging als Prager Frühling in die Geschichte ein. Das konnte jedoch nicht ohne Reaktion der in ihren stalinistischen Strukturen verhärteten konservativen Bruderländer, insbesondere der Sowjetunion, bleiben. Wie schon 1956 in Ungarn wurde eine militärische Invasion durch Kräfte des Warschauer Paktes in Erwägung gezogen. Auch die DDR stellte Truppen für den Einsatz in der Tschechoslowakei bereit. Die Einheiten wurden mobilisiert und in die vorgesehenen Bereitschaftsräume nahe der Grenze verlegt. Die Führung der DDR unter Walter Ulbricht wollte die Truppen unbedingt einsetzen und so ihre Bündnistreue demonstrieren.
Das Oberkommando des Warschauer Pakts hatte mit den deutschen Truppen ein Problem: Im März 1939 hatte die deutsche Wehrmacht die Tschechoslowakei besetzt, den Staat zerschlagen und ein Besatzungsregime installiert. Keiner der führenden Militärs konnte einschätzen, wie die tschechische Bevölkerung auf den abermaligen Einmarsch deutscher Soldaten reagieren würde. Deshalb wurden die Truppen zwar an die Grenze verlegt, überschritten diese jedoch mit Ausnahme einiger Verbindungsoffiziere nicht. Ersatzweise sollte die Leistung der DDR propagandistischer Natur sein.
Das ZK der SED veranlasste die Errichtung eines Geheimsenders, der in Richtung Tschechoslowakei strahlen und sich als Sender „patriotischer Kräfte“ aus dem Nachbarland ausgeben sollte. Hierbei wurde die Erfahrung mit den zu dieser Zeit noch aktiven Sendern Deutscher Freiheitssender 904 und Deutscher Soldatensender 935 genutzt.
Auslöser für die Schaffung eines speziellen Hörfunksenders war das Treffen der „Warschauer Fünf“ (Sowjetunion, Bulgarien, Ungarn, Polen und DDR) am 14. und 15. Juli 1968 in Warschau, auf dem Walter Ulbricht von den Verbündeten des Warschauer Paktes ein „konsequentes Vorgehen“ gegen die Reformbewegung forderte. Die SED sah in der Reformbewegung einen offenen Angriff gegen den Sozialismus, der nicht nur militärische, sondern auch propagandistische Gegenmaßnahmen erforderte. Schon kurze Zeit später meldete sich Radio Berlin International, Auslandssender des Rundfunks der DDR, mit Sendungen in tschechischer und slowakischer Sprache.
Mit dem Beginn der Invasion in der Nacht zum 21. August 1968 nannte sich dieser Sender Radio Vltava. Eine geheime Sonderredaktion von Radio Berlin International unter direkter Anleitung des ZK der SED produzierte die Sendungen unter erschwerten Arbeitsbedingungen. Ein großes Problem des Senders waren seine Sprecher, die nur mangelhafte Kenntnisse der tschechischen und slowakischen Sprache besaßen. Das führte zum Spott in den Medien der ČSSR und zur Inakzeptanz bei der Zielgruppe des Senders. Die Absicht der Macher, die „Konterrevolution“ mit propagandistischen Mitteln durch Fehlinformation, Verschwörungstheorien, Angriffe gegen die tschechoslowakischen Massenmedien, Diskreditierungen der Reformer und Hetze gegen die vermeintlichen Drahtzieher in der Bundesrepublik Deutschland zu bekämpfen, muss aus heutiger Sicht wegen der stilistisch und inhaltlich unprofessionell wirkenden Sendungen als misslungen betrachtet werden.
Die technischen Voraussetzungen für die Produktion der Sendungen waren im Funkhaus Nalepastraße bestens gegeben. Mitte der 1960er Jahre waren die sogenannten nationalen Programme aus dem Block A des Funkhauses in den neu und nach modernsten Gesichtspunkten errichteten Block E mit acht Kontrollräumen umgezogen. Die vier K-Räume des Blocks A waren rekonstruiert worden und standen nun Radio Berlin International und dem Deutschlandsender zur Verfügung. In einem der Kontrollräume, der als Ausweichraum für Messtage vorgehalten wurde, ging am 21. August 1968 das Programm von Radio Vltava auf Sendung. Die Pausenzeichenmaschine hatte die neue Schleife mit den Anfangstakten aus Bedřich Smetanas „Die Moldau“ erhalten. Der Limiter war speziell gepegelt worden, um mit einer Kompression von 12 dB einen möglichst hohen Modulationsgrad des Mittelwellensenders in Wilsdruff zu erreichen, was dessen Reichweite erhöhen sollte. Die technischen Mitarbeiter waren ausnahmslos bei der Studiotechnik Rundfunk beschäftigt und zur Verschwiegenheit verpflichtet.
Die Geheimhaltung des Senders platzte sehr schnell. Bald war bekannt, dass das Programm von den Antennen des Senders Wilsdruff abgestrahlt wurde. Im Dunkeln blieb dagegen, wo das Programm produziert wurde. Allerdings wurde den Hörern bald klar, dass es sich hierbei um ein Instrument der Staaten des Warschauer Paktes handelt. Massive Proteste seitens der Tschechoslowakei führten schließlich am 13. Februar 1969 zur Abschaltung von Radio Vltava und zu dessen Umwandlung in ein offizielles Auslandsprogramm von Radio Berlin International.